# Десквамація (медицина)

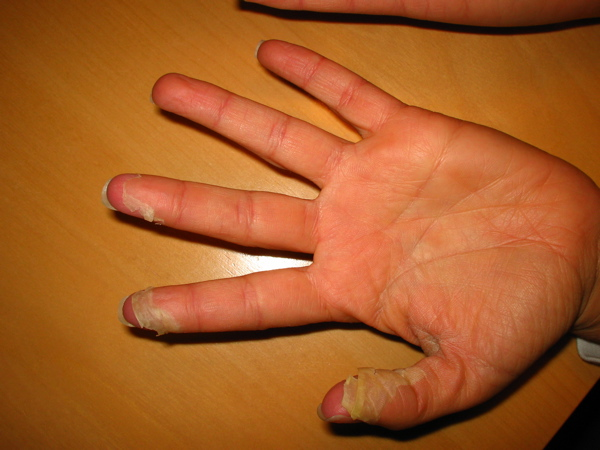
Зовнішній вигляд десквамації «рукавички» в дітей — скарлатина і синдром Кавасакі, а у дорослих синдром Лаєлла.

Десквамація (лат. Desquamo — видаляю луску або desquamare — «пластівці») — лущення (відшаровування) епітелію або інших тканин з поверхні органу, що відбувається або в нормі, або внаслідок різних патологічних процесів. Синонім — злущування.
У дерматології, лущення належить до втрати поверхневих шарів епідермісу, рогового шару, у вигляді кластерів -«пластівців». 

## Інтернет-ресурси
- Десквамация в БСЭ.[недоступне посилання з квітня 2019]
- DermAtlas - Desquamation (eng)